# Line Integral Convolution

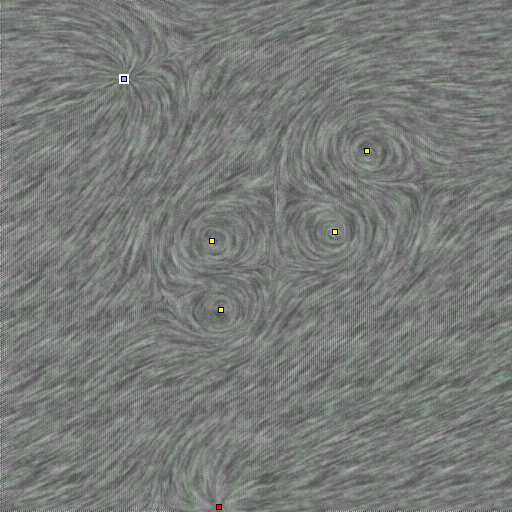
LIC-Visualisierung eines Vektorfeldes

Die Line Integral Convolution (Abkürzung: LIC, zu deutsch: Linienintegralfaltung) ist eine Methode zur wissenschaftlichen Visualisierung von Vektorfeldern (z. B. Strömungsfeldern). Sie stellt ein globales Verfahren zur Verfügung, um alle interessanten Bereiche des Vektorfeldes darzustellen.
Das Verfahren wurde zunächst für stationäre 2D-Felder entwickelt. Um eine LIC-Darstellung für solch ein Feld zu erhalten, wird ein zweidimensionales weißes Rauschen entlang der Linien des Strömungsfeldes mit einem Kern mit lokalem Träger gefaltet (im einfachsten Fall: lokal gemittelt). Die Pixelwerte entlang der Feldlinien sind dadurch stark korreliert, orthogonal dazu hingegen – durch das Rauschen – fast unkorreliert. Dadurch heben sich die Feldlinien optisch vom Hintergrund ab und werden sichtbar. Die Darstellungsmethode erinnert in der Vorgehensweise und im Ergebnis an die Sichtbarmachung von Magnetfeldlinien mit Hilfe zufällig verteilter Eisenfeilspäne.
Erweiterungen des Verfahrens auf zeitabhängige 2D-Felder sowie auf 3D-Felder wurden auch vorgeschlagen.